# Григорьев, Александр Александрович (лётчик)
Алекса́ндр Алекса́ндрович Григо́рьев (укр. Олександр Олександрович Григор'єв, позывной — Шумахер; 28 июня 1983, Паневежис — 28 февраля 2022, Бучанский район) — украинский военный лётчик, полковник, участник российско-украинской войны. Герой Украины (2022, посмертно).

## Биография
Сын военнослужащего, который был связным на самолётах Ил. Сначала семья, у которой ещё старшая сестра, жила в Литве, после того переехала в Мелитополь, где Александр и пошёл в школу.
Учился в Харьковском национальном университете Воздушных сил имени Ивана Кожедуба. Во время учёбы познакомился с будущей супругой.
После окончания учёбы был распределен в 16 ОБРАА, базировавшейся в городе Броды, Львовская область.
Вскоре после этого женился.
В 2010 году в семье родился сын Максим.
Участвовал в миротворческих миссиях Либерии и Конго, был инструктором. Один из немногих украинских вертолётчиков, выполнявших посадку в кратер вулкана Ньямлагира в Республике Конго.
С 2014 года в зоне АТО/ООС эвакуировал раненых военнослужащих и гражданских.
Был большим поклонником Формулы-1, потому и получил прозвище Шумахер.
После полномасштабного вторжения России в Украину, начавшееся 24 февраля 2022 года, в составе экипажа вертолёта Ми-8 вместе с собратьями днем и ночью обстреливали колонны противника.
Погиб 28 февраля 2022 года в составе экипажа вертолёта Ми-8 вместе с Дмитрием Нестеруком и Василием Гнатюком во время выполнения полетного боевого задания по отражению вооруженной агрессии Российской Федерации. Вблизи населённого пункта Макаров Бучанского района Киевской области в вертолёт попала вражеская ракета. Связь с экипажем была потеряна. Лишь после освобождения Киевской области удалось вынести тела.
Похоронен в Бродах, Львовщине.

## Награды
- Звание «Герой Украины» с удостоением ордена «Золотая Звезда» (2022, посмертно) — за личное мужество и героизм, проявленные в защите государственного суверенитета и территориальной целостности Украины, верность военной присяге[7].